# .hack//Liminality
『.hack//Liminality』（ドットハック リミナリティ）は、.hack第1期プロジェクトの一環としてOVAコンテンツとして位置付けられたアニメ作品。第1期ゲーム版と同一の時期に現実世界（リアル）で起こった出来事を描く。単体で販売はされず、第1期ゲーム版の各巻に付録OADとしてそれぞれ1話が同梱されているが、現在新品廉価版として発売されている第1期ゲーム版には未同梱となっている。
後に『.hack//Integration』には全話が収録されたDVDが収録されている。なお、Liminalityとは"境界性"の意味を持つ。

## あらすじ
ゲーム内の出来事と連動して、現実世界にも影響が出てくる。ゲームと現実の境界性(Liminality)が少しずつ薄くなっていく。その中で日本のCC社（CyberConnect/サイバーコネクト）の"The World"の日本語版ディレクター・徳岡純一郎が、女子高生3人と黒のビト（佐藤一郎）と一緒にゲーム内の謎を現実の世界から解く。

## キャスト
水無瀬舞
声 - 小林沙苗
Vol.1の中心人物。金沢の県立高校に通う高校二年生の少女。絶対音感の持ち主で、同時に八人の会話を聞き取れるという特技を持っている。ごく普通の少女らしい明るい性格だが、社交的とまでは言い難く、一人で思い悩むことも多い。恋人の香住智成の薦めで始めた『The World』の初プレイ中に、突然意識障害に襲われて倒れる。今までこのゲームのプレイ中に意識不明となった者の中では回復した者が皆無と言われていたが、彼女だけは早期に意識が回復した。舞が覚醒出来たのは、彼女が習っていたバイオリンなどの楽器全般の調律に使われる“ハ長調ラ音”が聞き取れたのが要因らしい（ディレクターの松山によれば、この音こそ禍々しき波が波長となって空気をふるわせた？音の現れだと言う）。その後、未帰還者について調査を進めていた徳岡純一郎と共に再度『The World』へとログインした時も同様の音が聞こえ、今度は徳岡が意識障害に襲われる。これまでの出来事を経験した上で、舞は最後までこの事件に関わり抜く意思を固める。徳岡が有紀と落ち合うために横浜へ向かう際、舞は『The World』のテストバージョンである『フラグメント』に関して調べるため共に東京に入る。その調べ物の最中、横浜がネットワーククライシスに陥る直前にもハ長調ラ音は舞の耳に届いていた。
なおゲーム『.hack//G.U.』に登場する三爪痕（トライエッジ）がハセヲと初めて接触した際にもこのハ長調ラ音の音が響いていたが関係は不明。この音が一体なんなのか明確にはされていないが『.hack//SIGN』において司がリアルへ復帰する際、『.hack//G.U.』第1巻付属の「ターミナルディスク」内映像における八相の出現時や、ハセヲら碑文使いの憑神発現時などにもこの音が鳴っている。
香住智成
声 - 櫻井孝宏
牧野雅弥
声 - 保志総一朗
水無瀬舞が通う高校のゲーム研究会部長。香住智成にネットゲーム『The World』の存在を教えた人物。父親は大病院の院長。その病院に入院している香住に対し、自分が『The World』の世界に引き込んだことに責任を感じている。舞に好意を抱いているらしく、舞に接触しようとする徳岡純一郎のことを快く思っていない。ちなみに妹がおり、舞と同じバイオリン教室に通っている。
徳岡純一郎
声 - 江原正士
怪しげな中年男性。かつての『The World』日本語版製作チームのチーフディレクターであったが、現在は既にCC社を退社している。普段はどこか飄々とした雰囲気を漂わせているが、その裏でシビアで真剣な顔を併せ持っている。『AI buster』では彼のCC社時代での一面が描かれている。『The World 日本語版』の製作当時は、その仕事に傾ける情熱と気迫から“豪傑”として部下から怖れられ、それと同時に慕われていた。また彼には離婚歴がある。離婚したのは娘の潤香が生まれる以前であり、妻だった恭子が妊娠していると知ったのは離婚後のことだった。彼の娘については.hack//ZERO#登場人物を参照の事。CC社を退社した後は『The World』で起こっている異変を調査しており、日夜その真相究明に明け暮れている。ただそのため組織的な圧力を受けているらしい。そんな中、『The World』のプレイ中に意識不明に陥った人物達の中で、初めて直ぐに回復した水無瀬舞に接触を試みた。舞が香住智成と共に意識障害に襲われた状況を再現するため、舞と共に『The World』をプレイするが、逆に自分が軽度の意識障害に陥ってしまう。その後、『The World』で香住の仲間である相原有紀と遠野京子に接触し協力を要請すべく、本格的な行動に乗り出した。
相原有紀
声 - 千葉紗子
Vol.2の中心人物。『The World』のプレイヤーでもある。PC名は「ユキちん」。 横浜にある私立の名門女子高校に通う高校三年生の少女。外見や学歴などから、周囲からは優等生的な印象で見られているが、それ故に背伸びをして少々不良っぽく振舞っている。『The World』ではジークと主にパーティーを組んでいた。その事もあり、未帰還者となったジークのプレイヤー・香住智成の身辺を調査していた徳岡純一郎と接触することになる。徳岡と落ち合う際、待ち合わせまでの時間を潰そうとしたビル内の映画館でネット災害（ネットワーククライシス）に遭遇。通信、電力など全てのネットワークから断絶され陸の孤島と化した横浜での混乱に巻き込まれる。あたかも「Pluto Kiss」の再来を予感させるようなその混乱の最中に出会った女性・浅羽と共に、閉じ込められたビルから脱出を試みた。ビルから脱出した後、有紀はネット災害に巻き込まれる直前に見た光景を思い出す。改めて『The World』が今回の災害と関係がある事に気付いた有紀は、徳岡からの未帰還者事件の調査への協力要請に応じた。
遠野京子
声 - 久川綾
Vol.3の中心人物。『The World』のプレイヤーでもある。PC名は「KYO」。飛騨地方の県立高校に通う高校三年生の少女。ただ特別な事情があるらしく、現在の年齢は19歳。初めてネットゲームを体験したのは小学三年生の頃と、そのネットゲーム歴は長い。 頭の回転が速く、単純に言えば頭が良い。横浜がネット災害（ネットワーククライシス）に襲われた際、有紀や徳岡の身を案じる余りにどう行動して良いか判断できなくなった舞に的確な指示を与えていたことからもその機転の早さがうかがえる。しかしそれ故に、思い切りの必要な出来事に対しては慎重になり過ぎて行動を躊躇ってしまう一面がある。両親がそれぞれ翻訳家と文筆家なので、幼い頃から文章に関する物には事欠かなかった。小説だけでなく歴史学や民俗学の専門書も愛読しており、神話や伝説のルーツに興味を示している。そして彼女の興味は詳細不明の叙事詩『黄昏の碑文』もその範疇に収めている。飛騨にて徳岡と落合った際、ヘルバの代理人である“黒のビト”と名乗る男と接触。CC社による『The World』のゲームサーバーの物理破壊を阻止するため、その解決策であるサーバー転送計画を打診され、それを引き受けた。
佐藤一郎
声 - 関俊彦
現実とネットの両方におけるヘルバの腹心。この佐藤一郎という名前は表向きの偽名という可能性が強い。ハンドルネームは『黄昏の碑文』において闇の女王ヘルバを補佐する人物“黒のビト”を名乗っている。基本的に表舞台に立って行動することは無く、移り変わる事態の裏側で活動している。覚醒した直後のアウラとそれを取り巻く状況を動かすべく、一度は『The World』から遠ざかった昴を再びあの世界へ戻るよう促したのも彼のメールが切っ掛けとなってのこと。後にヘルバの指示により、彼女の代理人として飛騨高山にて遠野京子と徳岡純一郎の二人と接触。未帰還者に関する物証を隠蔽するために、CC社自らがThe Worldを稼動するゲームサーバーの物理破壊を試みようとしている事実を教唆する。それを阻止すべく、千葉県浦安のCC社のサーバー管理施設に潜入してのサーバー転送計画を二人に打診した。クリスマス・イブの夜に徳岡ら四人と共にサーバー管理施設へと潜入。この最中ゲーム内のカイト達はラスボスと戦闘の真っ最中であったためこの作戦のおかげでゲーム内のカイト達がラスボス戦に勝利することが出来たと言っても過言ではない。計画は成功するが、四人を逃すための囮となって警備員（ミストラルの旦那）に捕まった。
ハロルド
声 - 山崎たくみ

## スタッフ
- 原作 - Project .hack
- 監督・音響演出 - 真下耕一
- シリーズ構成・脚本 - 伊藤和典
- キャラクターデザイン - 鷲田敏弥
- 絵コンテ - 澤井幸次（第1話・第2話・第4話）、吉原正行（第3話）
- 演出 - 吉原正行（第1話）、澤井幸次（第2話・第4話）、守岡博（第3話）
- 作画監督 - 鷲田敏弥（第1話・第4話）、つばたよしあき（第2話）、桂憲一郎（第3話）
- メカニカルデザイン - 寺岡賢司
- 美術監督 - 高山八大
- 色彩設計 - 佐藤節子
- 撮影・編集 - 黒澤雅之
- 音楽 - 梶浦由記
- 音響プロデューサー - 中野徹
- プロデューサー - 内山大輔、江川功爾憲
- アニメーション制作 - ビィートレイン
- 製作 - バンダイ

## 主題歌
歌は全てSee-Sawが担当。
オープニングテーマ
「edge」（1話）
「千夜一夜」（2話）
「君がいた物語」（3話）
「記憶」（4話）
エンディングテーマ
「黄昏の海」（全話）